# José Rico Cejudo
José Rico Cejudo – hiszpański malarz pochodzący z Sewilli.
Studiował w Akademii Sztuk Pięknych w Sewillii, mając za nauczycieli artystów takich jak Eduardo Cano i José García y Ramos. W 1888 otrzymał stypendium na studia we Włoszech, gdzie pozostał przez siedem lat głównie w Rzymie i Wenecji. Z tego okresu pochodzą dzieła Una pompeyana (1889), La bendición pascual en Roma (1893) i La promesa (1906).
W 1895 wrócił do Sewilli, gdzie został profesorem w Akademii Sztuk Pięknych. Skupił się na malarstwie kostumbrystycznym malując sceny z młodymi kobietami w patiach i ogrodach (Conversación en el patio, Las Floristas). Inne obrazy przedstawiają domostwa (Limpiando el cobre), ulice (Preparando el rosario) i procesje. Malował również portrety (Retrato de Don Pedro Ruiz Prieto).